# Sigefredo Pacheco
Sigefredo Pacheco là một đô thị thuộc bang Piauí, Brasil. Đô thị này có diện tích 982,074 km², dân số năm 2007 là 9523 người, mật độ 9,7 người/km².